# Suwon Samsung Bluewings Football Club
Maillots
Actualités
Le Suwon Samsung Bluewings Football Club (en hangul: 수원 삼성 블루윙즈 프로축구단, et en hanja : 水原 三星 블루윙즈), plus couramment abrégé en Suwon Samsung Bluewings, est un club sud-coréen de football fondé en 1995 et basé dans la ville de Suwon.

## Histoire
Au départ entraîné par Kim Ho, ancien sélectionneur de l'équipe nationale, il devient rapidement l'un des meilleurs clubs du pays, voire du continent asiatique, remportant ainsi la Ligue des Champions de l'AFC et la Supercoupe d'Asie. Il est la propriété du géant industriel Samsung. Le club est entraîné depuis 2003 par Cha Bum-Geun, ancien grand joueur de l'équipe nationale sud-coréenne. 
Le club a aligné des joueurs de haut niveau, tels que le gardien de but Lee Woon-jae, encore en poste actuellement et titulaire en équipe nationale, ou Kim Nam-il, également international. Suwon est également l'un des rares clubs sud-coréens à pouvoir se permettre d'importer des bons joueurs étrangers. Ainsi, la star roumaine Gabriel Popescu, les Serbes Zoran Urumov et Sasa Drakulic ainsi que tout récemment le Russe Denis Laktinov (naturalisé citoyen coréen en 2003) sont les preuves que le club possède une certaine aura au niveau international.  
Le Suwon FC reçoit ses adversaires dans le Big Bird Stadium, stade à l'origine construit pour la Coupe du monde 2002. La capacité d'accueil est de 43 288 spectateurs, ce qui en fait l'un des plus gros stades du pays avec celui de Busan. De ce fait, 40 019 spectateurs peuvent y prendre place, ce à quoi s'ajoutent 208 places pour handicapés, 1 312 pour les médias et journalistes et 907 places VIP. Le montant total des travaux s'est élevé à 100 millions de dollars.
Parmi ses sponsors, outre son propriétaire Samsung, on trouve PAVV, filiale de Samsung spécialisée dans les home-cinéma et télévisions à écrans plats haut de gamme, l'équipementier allemand Adidas (fournisseur du club), S-Oil Corporation, et Everland Ressort pour ne citer que les principaux. Il est toutefois extrêmement difficile d'évaluer le budget du club.
Suwon peut également compter sur un soutien important de ses supporters, puisque ceux-ci forment la plus importante communauté de fans d'un club en Corée du Sud. D'ailleurs, la ville de Suwon est souvent surnommé "La ville du football" par les amateurs de ballon rond au pays du matin calme.

## Palmarès
| Compétitions nationales | Compétitions internationales |
| --- | --- |
| - Championnat de Corée du Sud (4) : - Champion : 1998, 1999, 2004 et 2008. - Vice-champion : 1996 et 2006. - Coupe de Corée du Sud (5) : - Vainqueur : 2002, 2009, 2010, 2016 et 2019. - Finaliste : 1996, 2006 et 2011. - Coupe de la Ligue sud-coréenne (4) : - Vainqueur : 1999, 2000, 2001, 2005 et 2008. - Supercoupe de Corée du Sud (4) : - Vainqueur : 1999, 2000 et 2005. - Finaliste : 2003. | - Ligue des champions de l'AFC (2) : - Vainqueur : 2000-2001 et 2001-2002. - Coupe d'Asie des vainqueurs de coupe : - Finaliste : 1997-1998. - Supercoupe d'Asie (2) : - Vainqueur : 2001 et 2002. |

## Personnalités du club

### Présidents
- Kim Jae-yeol

### Entraîneurs
- Kim Ho (22 avril 1995 - octobre 2003)
- Cha Bum-kun (17 octobre 2003 - 6 juin 2010)
- Yoon Sung-hyo (17 juin 2010 - 12 décembre 2012)
- Seo Jung-won (12 décembre 2012 - 28 août 2018)
- Lee Byung-keun (28 août 2018 - 15 octobre 2018)
- Seo Jung-won (15 octobre 2012 - 2 décembre 2018)
- Lee Lim-saeng (3 décembre 2018 - )